# Manto Mavrogenous
Manto Mavrogenous (en griego: Μαντώ Μαυρογένους)  (1796 - julio de 1848) fue una heroína griega de la Guerra de independencia de este país. Una mujer acomodada, que gastó su fortuna en favor de la causa helénica. De ascendencia aristocrática y acaudalada, contribuyó con su fortuna a la causa helénica. Con su impulso, la aristocracia europea contribuyó con dinero y armas a la revolución. 
Manto Mavrogenous nació en Trieste, en aquel tiempo encuadrada dentro del Imperio Austro húngaro. Era hija de Zacharati Chatzi Bati y Nikolaos Mavrogenes, un rico comerciante, miembro de la Filikí Etería, sociedad secreta cuyo objetivo era la independencia de Grecia, y perteneciente a un linaje fanariota. Su tío abuelo, Nicholas Mavrogenes había ejercido como Dragomán de la flota del Imperio Otomano y fue príncipe de Valaquia.
Creció en una familia culta, influenciada por la Ilustración. Estudió filosofía e historia en Trieste y hablaba francés, italiano y turco, además del griego. 

## Guerra de la Independencia

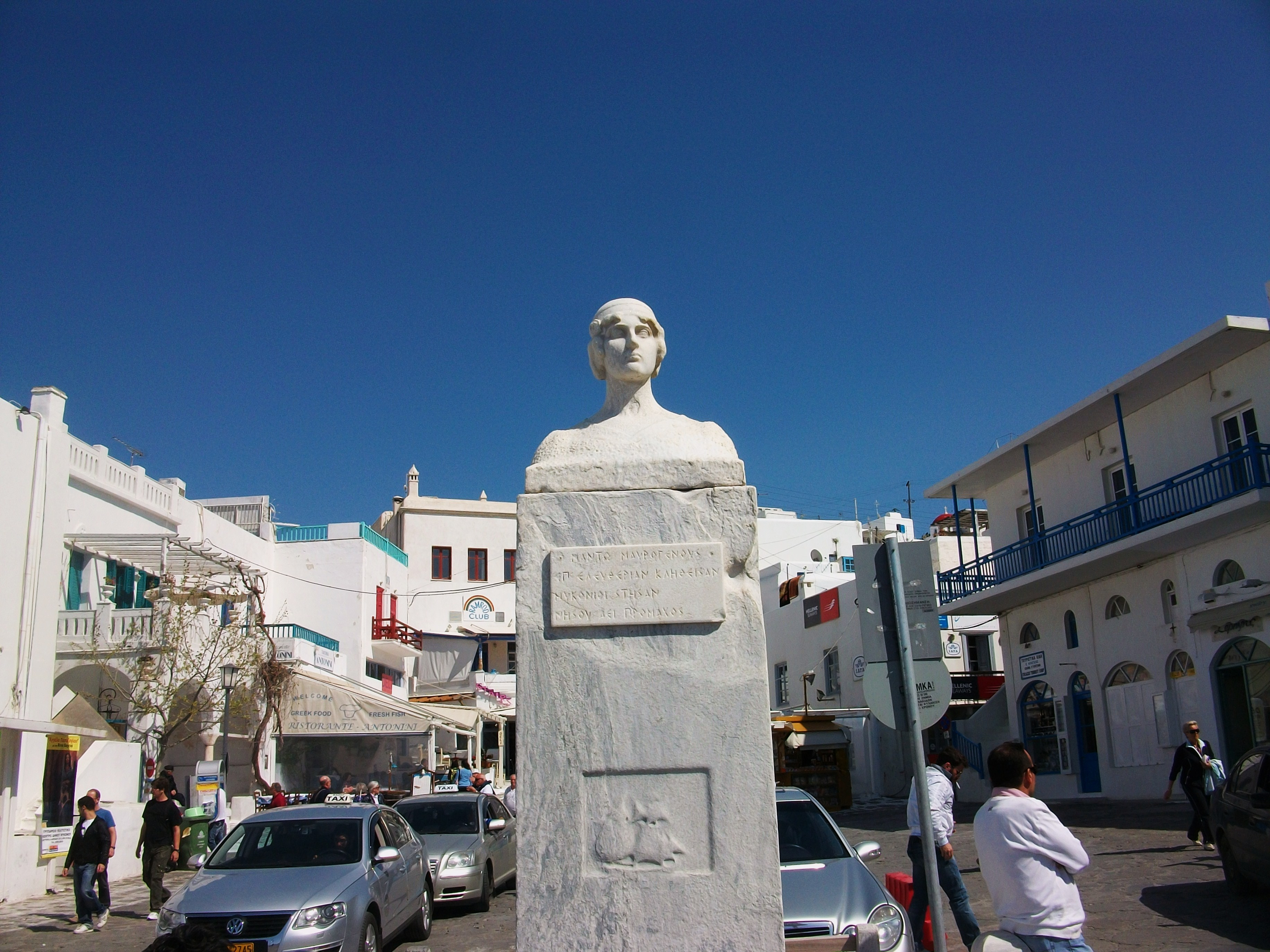
Monumento a Manto Mavrogenous.

En 1809, se trasladó con su familia a Paros, donde supo por su padre, que la Filiki Eteria estaba preparando la que sería conocida como la revolución griega. En 1818, después de la muerte de su padre, se marchó a Tinos y cuando comenzó la lucha, se trasladó a la isla de Mykonos, de donde era originaria su familia, e invitó a los líderes locales a sumarse a la revolución.
Con sus recursos, sufragó dos barcos, su equipamiento y tripulación, con los que perseguir a los piratas que atacaban Mykonos y otras islas de las Cícladas. El 22 de octubre de 1822, bajo su liderazgo, los griegos rechazaron el ataque de los otomanos, que habían desembarcado en la isla. También equipó a 150 hombres para la campaña del Peloponeso y envió fuerzas y apoyo financiero a Samos, cuando la isla se vio amenazada por los turcos. Más tarde, Mavrogenous envió otro cuerpo de cincuenta hombres al Peloponeso, que participó en el cerco de Tripolitsa y en la toma de la ciudad. 
Más adelante, reunió una flota de seis barcos y una unidad de infantería formada por ochocientos hombres que participó en la batalla en Karystos en 1822 y financió una campaña en Quios, que no pudo evitar la matanza de esta isla. Envió otro grupo de cincuenta hombres a reforzar Nikitaras en la batalla de Dervenakia. Cuando la flota otomana apareció en las Cícladas, volvió a Tinos y vendió sus joyas para financiar el equipamiento de 200 hombres que lucharon contra turcos y cuidar de dos mil personas que habían sobrevivido al primer sitio de Missolonghi. Sus hombres participaron en varias otras batallas como las de Pelión, Ftiótide y Lebadea.
Mavrogenous emprendió expediciones de carácter ilustrado por Europa haciendo un llamamiento a las mujeres de París, para apoyar al pueblo griego. Se trasladó a Nauplia en 1823, con el fin de estar en el centro de la confrontación, abandonando a su familia. Durante ese periodo se encontró con Demetrio Ypsilanti Mavrogenous, con quien estaba comprometida. Pronto se hizo famosa en toda Europa por su belleza y valentía. Pero en mayo de ese mismo año, su casa se quemó por completo y su fortuna fue saqueada, marchando a Trípoli a vivir con Ypsilanti, mientras que Papaflessas le proporcionaba su alimentación.
Cuando Ypsilanti rompió con Mavrogenous, volvió a Nafplio, donde vivió, profundamente deprimida, como un vagabundo y sin poder pagar las deudas asumidas para financiar varias batallas. Tras la muerte de Ypsilanti y después de sus conflictos políticos con Ioannis Kolettis, volvió a Mykonos, donde se dedicó a la redacción de sus memorias, viviendo en un ambiente de gran pobreza. Cuando terminó la guerra, Ioannis Kapodistrias le otorgó el rango de teniente general y le concedió una vivienda en Nauplia, adonde se trasladó. 